# Wapen van Tremelo

Het wapen van Tremelo (sinds 1995).

Het Wapen van Tremelo is het heraldisch wapen van de Belgische gemeente Tremelo. Het wapen werd op 14 september 1970 toegekend en op 4 januari 1995 in licht gewijzigde vorm herbevestigd.

## Geschiedenis
Het gemeentewapen is gebaseerd op dat van het Land van Aarschot, waartoe zowel Tremelo als haar deelgemeente Baal toe behoorden, waaraan ter onderscheid als schildhouder Pater Damiaan werd toegevoegd. Er schijnt na de herbevestiging van het wapen in 1995 een lichte wijziging te zijn aangebracht aan de figuur van Damiaan in dat de bebaarde Damiaan is vervangen door de jongere, baardloze figuur van Damiaan.

## Blazoenering
Het wapen heeft de volgende blazoenering:
In zilver drie staande lelies van keel. Het schild geplaatst voor een Pater Damiaan van natuurlijke kleur.— Ministerieel Besluit van 4 januari 1995.

## Verwante wapens

Wapen van Aarschot.
Wapen van Haacht.
Wapen van Kortenberg.
Wapen van Rotselaar.